# Sân bay Mouila
Sân bay Mouila (Tiếng Pháp: Aéroport de Mouila) (IATA: MJL, ICAO: FOGM) là một sân bay ở thị trấn Mouila, tỉnh Ngounié, Gabon.

## Hãng hàng không và điểm đến
| Hãng hàng không               | Các điểm đến |
| ----------------------------- | ------------ |
| Nationale Regionale Transport | Libreville   |